# Cuadros
Cuadros è un comune spagnolo di 1 730 abitanti situato nella comunità autonoma di Castiglia e León.